# 2001 год в науке
2001 год в науке и технике:

## События

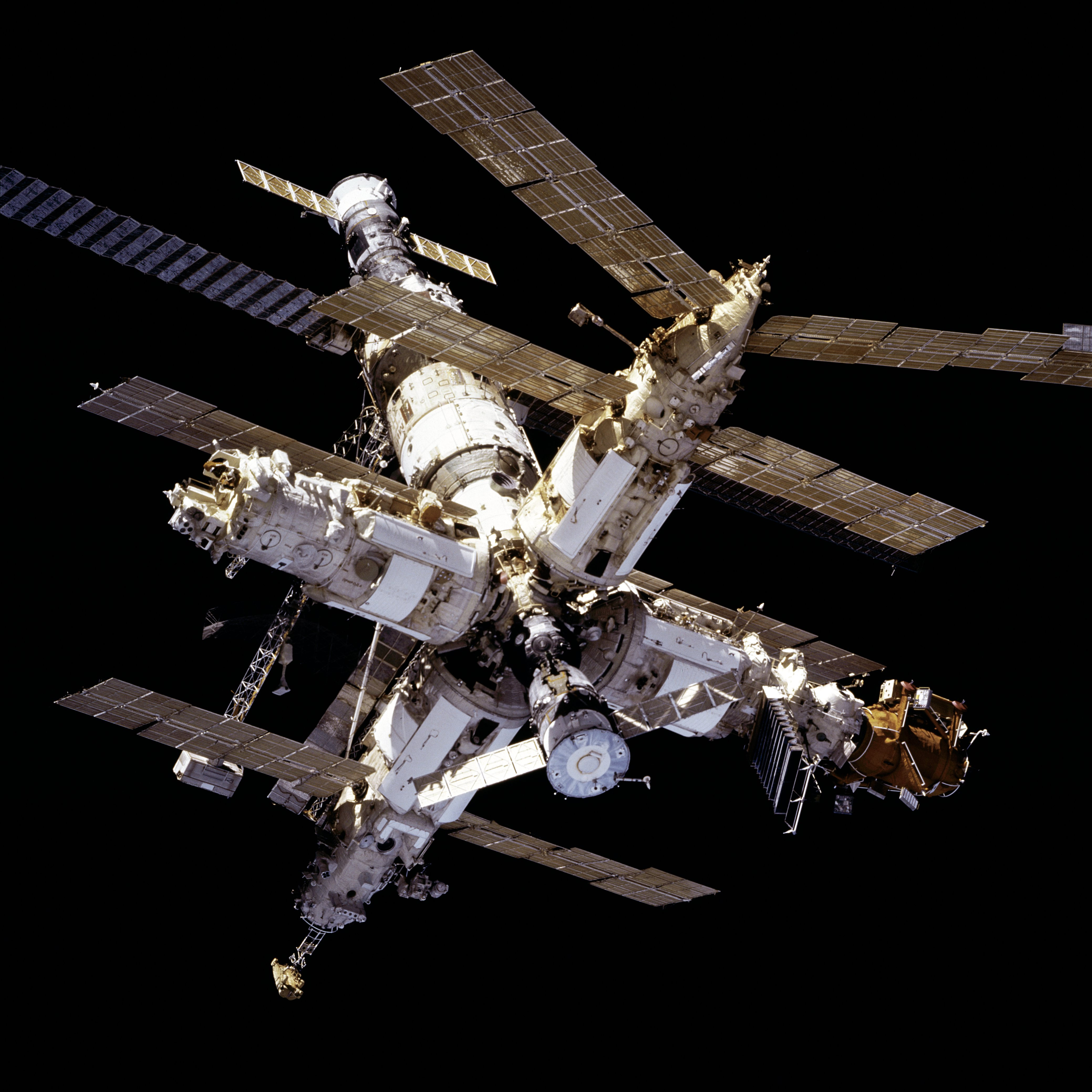
Орбитальная станция «Мир»

- 15 января — заработал сайт «Википедии», wiki-энциклопедии со свободно распространяемым содержимым.
- 14 февраля — космический аппарат NEAR Shoemaker впервые в истории мягко приземлился на поверхность астероида Эрос.
- 23 марта — российская космическая станция «Мир» была затоплена в Тихом океане рядом с Нади (Фиджи).
- 28 апреля — в космос отправился первый космический турист Деннис Тито.
- 21 июня — состоялось полное солнечное затмение.
- Издан на Украине Геодезический энциклопедический словарь.

## Достижения человечества
- 30 июня был выведен на орбиту вокруг Земли космический аппарат НАСА WMAP, предназначенный для изучения реликтового излучения, образовавшегося в результате Большого взрыва в момент зарождения Вселенной.

### Изобретения
- 24 марта — компания «Apple Computers» выпустила операционную систему «Mac OS X» (10 версию операционной системы «Mac OS»).
- 23 апреля — компания «Intel» представила новый процессор «Pentium 4».
- 25 октября — компания «Майкрософт» выпустила операционную систему «Windows XP».

### Новые виды животных
- Животные, описанные в 2001 году.

## Награды
- Нобелевская премия
  - Физика — Эрик Корнелл, Вольфганг Кеттерле и Карл Виман — «Достижения в изучении процессов конденсации Бозе-Эйнштейна в среде разрежённых газов и за начальные фундаментальные исследования характеристик конденсатов».
  - Химия — Ноулз, Уильям, Ноёри, Рёдзи, Шарплесс, Барри.
  - Медицина и физиология — Хартвелл, Леланд, Хант, Тимоти, Нерс, Пол.
  - Экономика — Акерлоф, Джордж, Спенс, Майкл, Стиглиц, Джозеф.

- Большая золотая медаль имени М. В. Ломоносова
  - Александр Сергеевич Спирин — за основополагающий вклад в изучение биосинтеза белка и функционирования рибонуклеиновых кислот.
  - Александр Рич — за выдающиеся достижения в изучении структуры нуклеиновых кислот и функционирования рибосом.

Другие награды РАН
- Литературоведение:
  - Премия имени А. С. Пушкина — Олег Николаевич Трубачёв — академик РАН, заведующий отделом этимологии и ономастики Института русского языка РАН — за работу «Этногенез и культура древнейших славян. Лингвистические исследования»[1].

- Премия Тьюринга
  - Уле-Йохан Даль и Кристен Нюгор — За идеи, фундаментальные для развития объектно-ориентированного программирования, возникшие в ходе разработки языков программирования Simula I и Simula 67

- Премия Бальцана
  - Климатология: Клод Лориус (Франция).
  - История архитектуры, градостроительства и ландшафтного дизайна: Джеймс Слосс Аккерман (США).
  - Когнитивная неврология: Жан-Пьер Шанжё (Франция).
  - История литературы и литературная критика (после 1500 года): Марк Фюмароли (Франция).

- Международная премия по биологии
  - Гарри Уиттингтон — палеонтология.

## Скончались
- 12 января — Уильям Хьюллет, один из сооснователей компании «Hewlett-Packard».
- 24 февраля — Шеннон, Клод Элвуд, американский математик и электротехник, один из создателей математической теории информации, в значительной мере предопределил своими результатами развитие общей теории дискретных автоматов, которые являются важными составляющими кибернетики.
- 20 августа — Хойл, Фред, британский астроном, автор нескольких научно-фантастических романов.
- 2 сентября — Барнард, Кристиан, хирург-трансплантолог и общественный деятель.
- 3 ноября — Ратнер, Георгий Львович, один из основоположников сердечно-сосудистой хирургии в СССР.
- 22 декабря — Ромен Ефимович Сова, советский и украинский токсиколог-гигиенист, доктор медицинских наук, профессор, член-корреспондент.
- 27 декабря — Борис Александрович Рыбаков, русский и советский археолог и историк.